# Paweł Kulka Kulpiowski
Paweł Kulka Kulpiowski (ur. 1944 w Siennicy) – polski dyplomata, ambasador RP w Brazylii (2005–2006) i Kolumbii (1997–2002).

## Życiorys
Odbył służbę wojskową w Marynarce Wojennej. Po wstępnych egzaminach na Uniwersytet Warszawski przeniósł się na Moskiewski Państwowy Instytut Stosunków Międzynarodowych, gdzie uzyskał dyplom magistra stosunków międzynarodowych ze specjalizacją w problematyce latynoamerykańskiej. Staż podyplomowy odbył w Hiszpańskiej Szkole Dyplomatycznej, studium służby zagranicznej – w Polskim Instytucie Spraw Międzynarodowych. 
Całą swoją karierę zawodową (od 1974) związał ze służbą dyplomatyczną. Przebywał na placówkach w Brazylii jako II i III sekretarz (1975–1980), Hiszpanii jako I sekretarz (1985–1989) i stały przedstawiciel Polski w Światowej Organizacji Turystyki (1985–1989), jako radca i chargé d'affaires w Argentynie (1992–1995). Od 1997 do 2002 był ambasadorem Polski w Kolumbii, zaś od 2005 do 2006 w Brazylii. Od 2002 ambasador tytularny.
6 września 1982 otrzymał peruwiański Order Zasługi za Wybitną Służbę w klasie oficera, zaś w 2007 brazylijski Krzyż Wielki Orderu Krzyża Południa. Posiada także odznaczenia polskie, kolumbijskie i chilijskie.
Żonaty z Lidią Kulka Kulpiowską – pedagożką i choreografką baletu klasycznego. Ojciec Magdaleny i Piotra.

## Linki Zewnętrzne
- Życiorys na stronie Ambasady. brasilia.polemb.net. [zarchiwizowane z tego adresu (2007-09-30)].